# Tegenaria advena
Tegenaria advena är en spindelart som först beskrevs av Carl Ludwig Koch 1841.  Tegenaria advena ingår i släktet husspindlar, och familjen trattspindlar. Inga underarter finns listade i Catalogue of Life.